# Питерсон (Ајова)
Питерсон (енгл. Peterson) град је у америчкој савезној држави Ајова. По попису становништва из 2010. у њему је живело 334 становника.

## Демографија
Према попису становништва из 2010. у граду је живело 334 становника, што је -38 (-10.2%) становника више него 2000. године.
| Група             | 2000.       | 2010.       |
| Белци             | 368 (98,9%) | 325 (97,3%) |
| Афроамериканци    | 0 (0,0%)    | 0 (0,0%)    |
| Азијати           | 0 (0,0%)    | 0 (0,0%)    |
| Хиспаноамериканци | 4 (1,1%)    | 7 (2,1%)    |
| Укупно            | 372         | 334         |